# Новодмитриевский сельсовет (Липецкая область)
Новодмитриевский сельсове́т — сельское поселение в Липецком районе Липецкой области. 
Административный центр — село Новодмитриевка.

## История
В соответствии с законами Липецкой области №114-оз от 02.07.2004 и №126-оз от 23.09.2004 Новодмитриевский сельсовет наделён статусом сельского поселения, установлены границы муниципального образования.

## Население
| 2010  | 2012  | 2013  | 2014  | 2015  | 2016  | 2017  |
| ----- | ----- | ----- | ----- | ----- | ----- | ----- |
| 1259  | ↘1231 | ↘1215 | ↘1198 | ↘1175 | ↗1178 | ↗1192 |
| 2018  | 2021  |       |       |       |       |       |
| ↘1181 | ↘1043 |       |       |       |       |       |

## Состав сельского поселения
| № | Населённый пункт | Тип населённого пункта       | Население |
| - | ---------------- | ---------------------------- | --------- |
| 1 | Варваро-Борки    | село                         | ↗456      |
| 2 | Дикопорожье      | деревня                      | ↘0        |
| 3 | Елизаветино      | деревня                      | ↘16       |
| 4 | Ивановка         | деревня                      | ↘0        |
| 5 | Каширка          | деревня                      | ↗22       |
| 6 | Новодмитриевка   | село, административный центр | ↗903      |
| 7 | Пашков           | хутор                        | ↘5        |

### Упразднённые населённые пункты
- Любо-Чистополье — упразднённая в 1988 году деревня.
- Чириково — упразднённое в 1988 году село.